# Distretto di Barabanki
Barabanki è un distretto dell'India di 2 673 394 abitanti. Capoluogo del distretto è Barabanki.